# Doan Bui

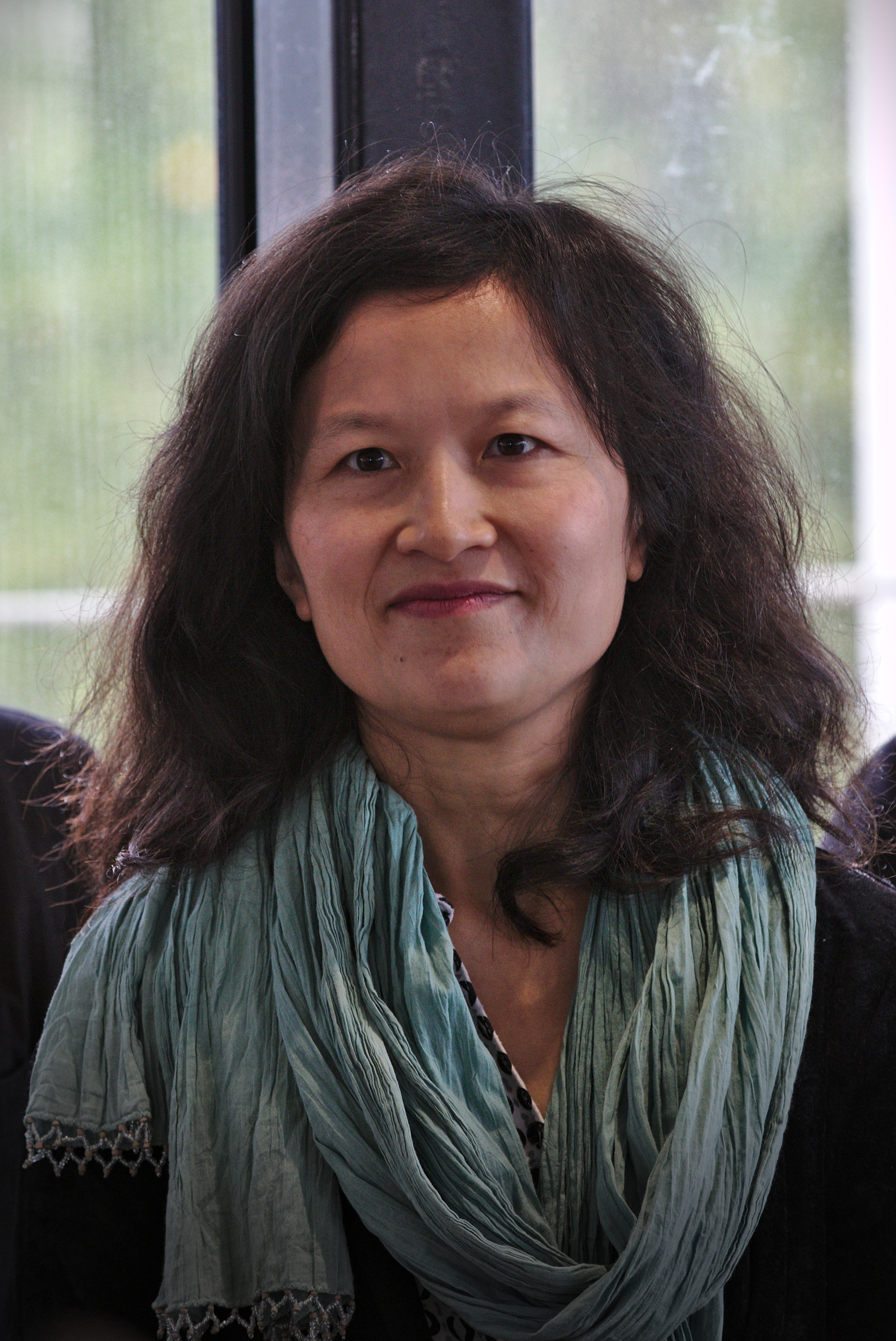
Doan Bui bei der Verleihung des Prix Amerigo-Vespucci im Rahmen des Festival international de géographie 2016 (Foto: Pymouss)

Doan Bui (* 1976 in Le Mans, Frankreich) ist eine französische Autorin und Journalistin. Sie ist Chefreporterin bei L’Obs und veröffentlichte Sachbücher, Belletristik sowie zuletzt zwei Werke aus dem Bereich des Comic-Journalismus.

## Leben
Doan Bui ist die Tochter vietnamesischer Immigranten. Als Chefreporterin der Wochenzeitschrift Le Nouvel Observateur («L’Obs») schreibt sie Reportagen, die in Frankreich viel Beachtung gefunden haben. Eine dieser Reportagen, die von Migranten handelt, ist mit dem renommierten Albert-Londres Preis ausgezeichnet worden.
Ihr erster Roman Le Silence de mon père wurde mit dem Prix littéraire de la Porte Dorée ausgezeichnet und in mehrere Sprachen, darunter auch ins Deutsche, übersetzt. Das zweite Sachcomic Fake news, l'info qui ne tourne pas rond wurde ebenfalls ins Deutsche übertragen, es ist „wie ein Sachbuch aufgebaut, mit vielen verschiedenen Kapiteln zu unterschiedlichen Themen. Es geht um Flache-Erde-Anhänger, um die Fake-News-Fabrik von Skopje, um Donald Trump oder um Klima-Skeptiker.“
Bui lebt in Paris.

## Werk
- mit Grégoire Biseau: Milliardaires d'un jour. Splendeurs et misères de la nouvelle économie, Éditions Grasset, 2002.
- Les Affameurs. Voyage au cœur de la planète de la faim, Paris, 2009.
- mit Isabelle Monnin: Ils sont devenus français. Paris, Éditions JC Lattès, 2010.
- mit Jean-Paul Rivière: Pour une terre solidaire. Paris, 2011.
- Le Silence de mon père. Roman. Paris, L'Iconoclaste, 2019.
  - deutsch: Das Schweigen meines Vaters. Aus dem Französischen übersetzt von Philippe Wellnitz, Sujet Verlag, Bremen.
- mit Leslie Plée (Illustrationen): C’est quoi un terroriste? Le procès Merah et nous. Paris, Seuil/Delcourt, 2019.
- mit Leslie Plée (Illustrationen): Fake news, l'info qui ne tourne pas rond. Paris, Delcourt, 2021.
  - deutsch: Glauben Sie an die Wahrheit? Aus dem Französischen übersetzt von Christiane Bartelsen, Carlsen, Hamburg, 2022.
- La Tour. Roman. Paris, Grasset, 2022.